# Fábio Luiz Damasceno
Fabio Luiz Damasceno (Governador Valadares, 7 de janeiro de 1983) é um esgrimista paraolímpico brasileiro
Depois de passar a infância em São Paulo, mudou-se para Esteio, onde foi baleado em 2002 e perdeu os movimentos das pernas. Em 2006 começou a praticar esgrima em cadeira de rodas. Disputou sua primeira competição em 2007. Destacou-se em competições nacionais e representou o Brasil nos Jogos Paralímpicos de Verão de 2016.

## Títulos
- Copa do Brasil: 2009, 2010, 2011
- Campeonato Brasileiro (Espada A): 2009, 2010
- Copa Brasil (Florete A): 2015
- Regional das Américas (Espada A e B): 2016[4]